# Hugo Lilius

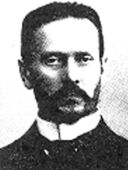
Frans Hugo Lilius.

Frans Hugo Lilius, född 10 april 1860 i Tyrvis, död 29 december 1936 i Helsingfors, var en finländsk jurist.
Lilius blev häradshövding i Halikko 1897, assessor i Åbo 1899, var ledamot av lagberedningen 1901–1905, senator och chef för civilexpeditionen 1905–08, advokat i Åbo 1908–1917, chef för Kommersbanken i Åbo 1917–1922, justitieombudsman 1922–1925, president i Åbo hovrätt 1925–1930 samt från 1930 åter justitieombudsman. Lilius var även direktör för försäkringsbolaget Kullervo 1902–1905 och Kaleva 1905–1910.